# Скала Киселёва
Скала́ Киселёва – памятник природы на территории Туапсинского района Краснодарского края. Примечательна отвесной гладкой стеной, достигающей в высоту 46 метров и в ширину 60 метров. Скала Киселёва находится на берегу Чёрного моря в четырех километрах к северо-западу от Туапсе, между мысом Кадош и устьем реки Агой.

## Лесопарк Кадош
Скала Киселёва вместе с расположенными в 700 метрах севернее Мышиными Норками входит в состав охраняемого лесопарка Кадош. Площадь парка составляет 300 га. Сама скала занимает площадь в 1 га. На скалах берегового клифа укоренились деревья сосны пицундской. По морским террасам много посадок сосны крымской. Отмечено по 30 видов деревьев и кустарников, 7 лиан. Из 255 видов травянистых растений — орхидей.
В центральной части скалы произрастает сосна крымская, ближе к эскарпу — пицундские сосны.

## История
Скала получила своё название в честь художника Александра Александровича Киселёва. Картины «Кадошские скалы», «Окраина Туапсе», «Спуск к морю» кисти Киселёва посвящены этой природной достопримечательности. В первый раз Киселёв посетил Туапсе в 1886 году, а в последний в 1910, за год до смерти. На мысе Кадош находилась дача Киселёва — одна из двадцати дач, располагавшихся в этом месте до 1917 года. На даче живописца бывали М. Горький, И. Айвазовский, А. Серафимович и другие известные деятели культуры.
В Гражданскую войну дачи были разрушены. Остатки одной стоят на западном склоне горы Паук. В двух уцелевших дачах на месте современной турбазы «Туапсе» после Октябрьской революции были организованы поочерёдно: сельскохозяйственная коммуна, армянский колхоз, Дом отдыха московских трамвайщиков. Во время Великой Отечественной войны там находился штаб Черноморского флота и тыла.
В Туапсе функционирует мемориально-художественный Дом-музей А. А. Киселёва.

## Туризм
Скала Киселёва — популярное экскурсионное и туристическое место, привлекающее жителей Туапсе и многочисленных туристов. В курортный сезон из Туапсе и посёлка Лазаревское до скалы Киселёва совершают экскурсионные рейсы прогулочные теплоходы.

Существует туристический маршрут «От Дома-музея до Скалы Киселёва на мысе Кадош» с рассказом о Туапсе при жизни художника и Туапсе сегодня, организованный  музеем. 

## Кинематограф
Скала Киселёва — место съёмок известной сцены рыбалки на Белой скале с участием Юрия Никулина и Андрея Миронова (кинофильм «Бриллиантовая рука» Леонида Гайдая).
- Картина А. А. Киселёва «Кадошские скалы»
- Скала Киселёва на закате
- Пляж у скалы Киселёва
- Скала Киселёва. Вид с северо-запада
- Скала Киселёва. Вид вблизи с северо-запада